# NGC 6583
NGC 6583 ist ein offener Sternhaufen (Typdefinition „II1m“) im Sternbild Schütze und nach verschiedenen Messungen zwischen 1700 und 2800 Parsec von der Erde entfernt. Er wurde am 26. Mai 1786 von Wilhelm Herschel mit einem 18,7-Zoll-Spiegelteleskop entdeckt, der ihn dabei mit „a cluster of vS and pretty compressed stars, considerably rich, 2′ or 3′ diameter“ beschrieb. John Herschel notierte bei seiner Beobachtung mit einem 18-Zoll-Spiegelteleskop im Jahr 1847 „oblong cluster, not v rich nor v comp, but well insulated, stars 12m, 5′ long, 4 broad“.